# Токийский аниме-центр

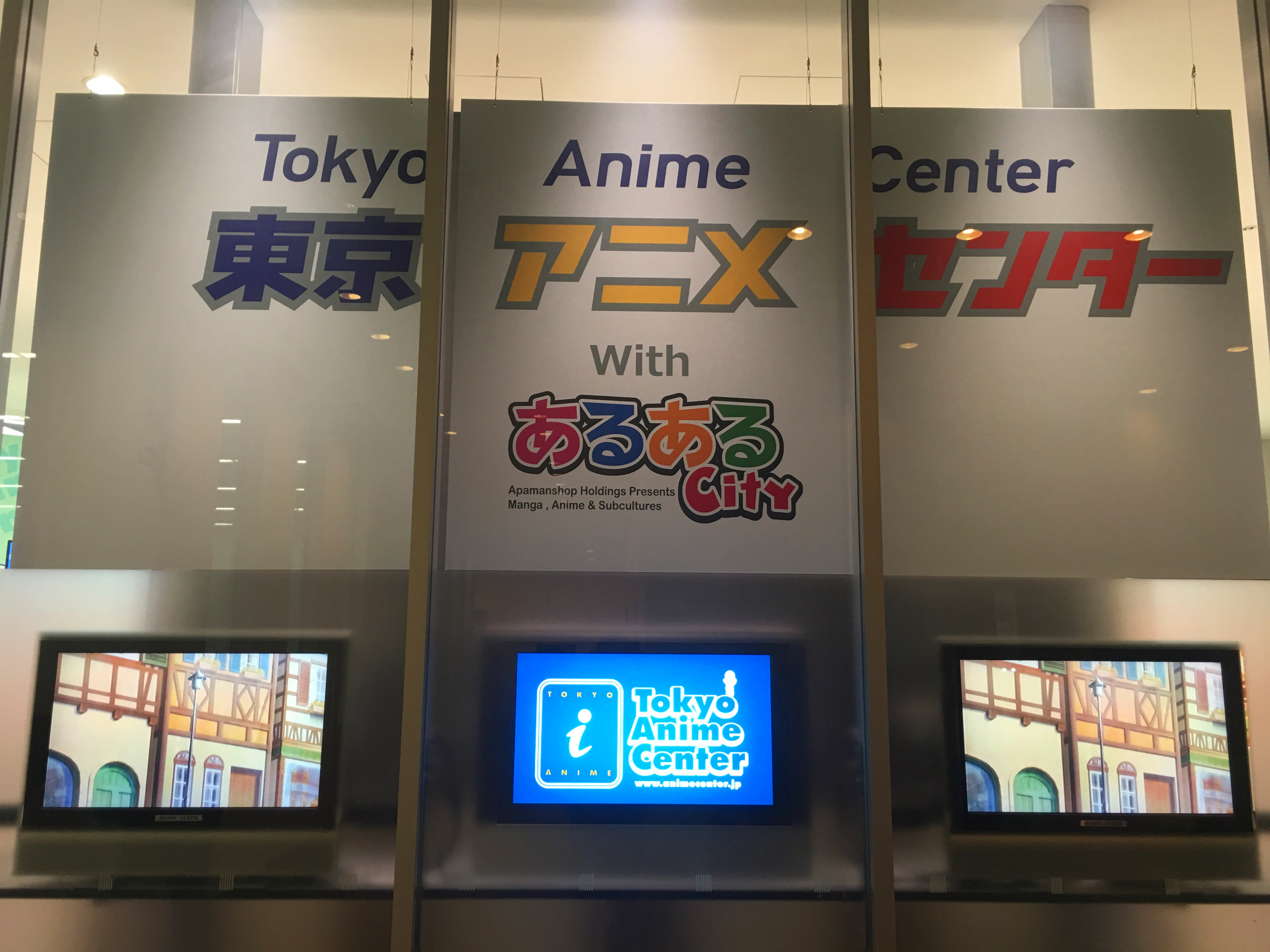
Токийский аниме-центр

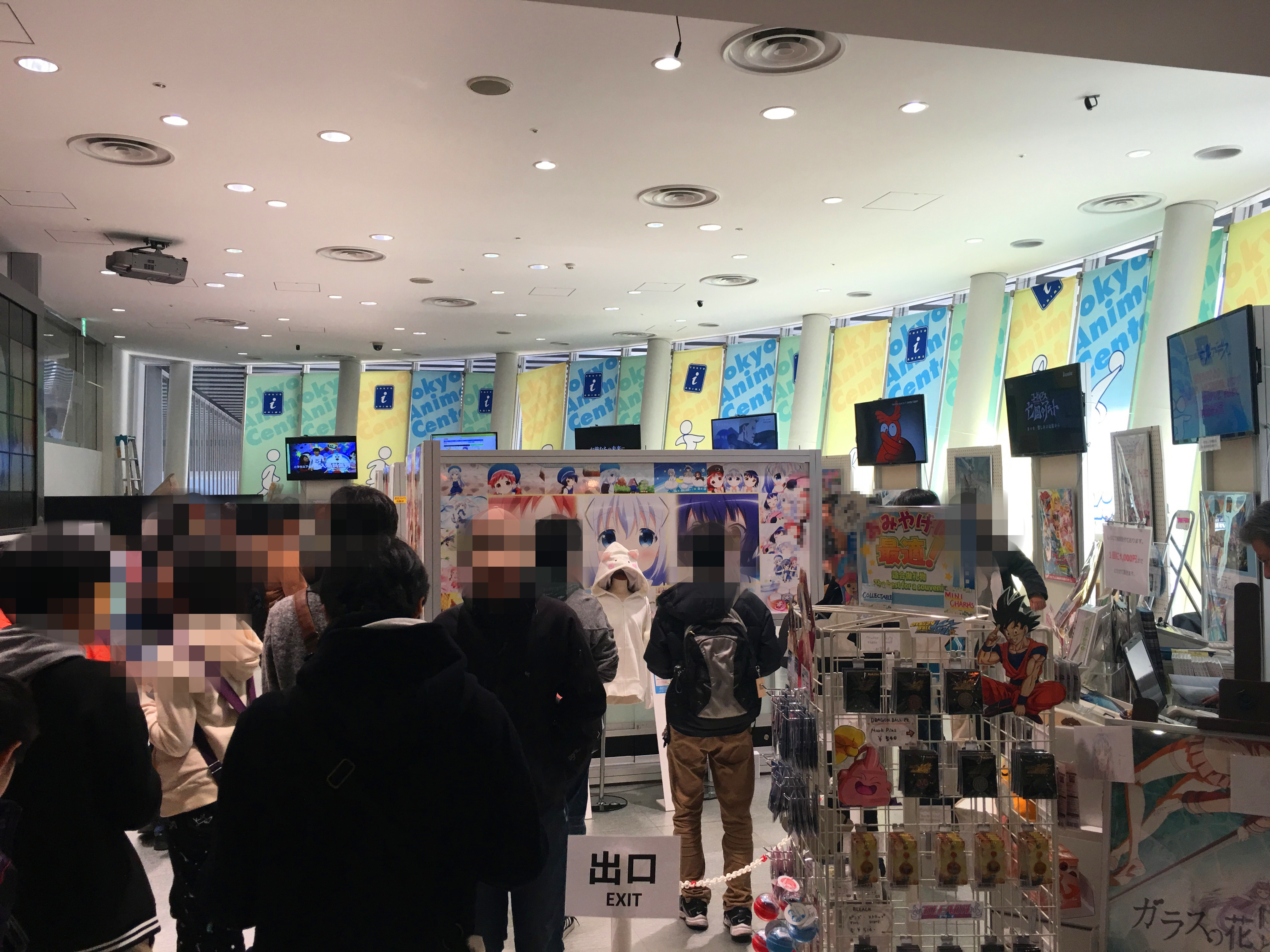
Токийский аниме-центр

Токийский аниме-центр (東京アニメセンター) — это постоянный объект, созданный для продаж аниме как жителям Японии, так и иностранным посетителям. На объекте регулярно проводятся мероприятия, радиоинтервью в прямом эфире с создателями произведений и актёрами озвучивания (cэйю), а также ярмарки связанных с аниме товаров, в том числе в центре расположен AKIBA3DTheater. Слоган данного центра: «Идеальное „место“ для аниме и развлечений, связанных с аниме!»
Ранее располагался на четвёртом этаже здания Akihabara UDX, недалеко от станции Акихабара.
В 2007 году в Токийском аниме-центре было установлено множество рекламных стендов для будущего фильма Rebuild of Evangelion, включая картонные стендапы Рей Аянами в натуральную величину.
Более постоянные отделы центра содержат товары из популярных аниме-сериалов, такие как кружки, брелоки, рекламные листовки, коврики для мыши и т. д.
Центр был временно закрыт 17 июля 2017 г. и вновь открылся 28 октября 2017 г. в DNP Plaza Shibuya.

## Внешние ссылки
- Токийский центр аниме